# Aso (Klan)
Die Aso (japanisch 阿蘇氏) waren eine alte Familie des japanischen Schwertadels (Buke). Sie führte sich auf Kan-ya-i-mimi no mikoto (神八井耳 命), einen Sohn Kaiser Jimmus, zurück.

## Vorgeschichte
Asotsu-hiko no mikoto, ein Sohn des Kan-ya-i-mimi, wurde zum Aso-kuni no miyatsuku (阿蘇國 宮造) ernannt. Seine Nachfahren nannten sich daher Aso. Sie wurden während der Regierung des Kaisers Keikō mit der Aufsicht auf den Aso-Schrein in der Provinz Higo (heute Präfektur Kumamoto) beauftragt.

## Genealogie
- Korekuni (惟國)
- Korezumi (惟澄), ein Sohn Korekunis, unterstützte während der Zeit der getrennten Kaiserhöfe den Südhof. Er wurde im Jahr 1336 von Ashikaga Takauji bei Tatara-hama (多々良浜; Provinz Chikuzen), zusammen mit Kikuchi Taketoshi, geschlagen, unterstützte dennoch weiterhin Prinz Yasunaga. Korezumi residierte auf der Burg Yabe (矢部城) in der Provinz Chikugo.
- Korenao (惟直; † 1336) wurde in der Schlacht bei Tatara-hama getötet.
- Koretoyo (惟豊; † 1584) war ein Nachkomme, der auf der Burg Yabe mit einem beträchtlichen Einkommen von 300.000 Koku residierte.
- Koremitsu (惟光; 1581–1593), ein Sohn Koretoyos, war erst ein Kind, als sein Vater starb. Als im Jahr 1588 die Provinz Higo zwischen Konishi Yukinaga und Katō Kiyomasa aufgeteilt wurde, suchte er Schutz bei Kiyomasa. Toyotomi Hideyoshi befahl jedoch, dass er getötet wurde. So starb Koremitsu im Alter von nur 12 Jahren.

Ein Nachfahre der Familie wurde nach der Meiji-Restauration 1868 zum Baron ernannt.